# Piedra rúnica U 328
La piedra rúnica U 328 es una estela rúnica erigida sobre una colina en un prado de una hacienda de Stora Lundby, situada a unos cuatro kilómetros de Lindholmen, en la provincia de Estocolmo, lugar perteneciente a la provincia histórica sueca de Uppland. Su inscripción es una de varias que permiten trazar a los historiadores las relaciones familiares de algunos de los clanes vikingos dominantes en la Suecia del siglo XI.
El código U 328 es el asignado por el proyecto Rundata para la clasificación de todas las inscripciones rúnicas según su ubicación y orden en que se encontraron, la U corresponde a Uppland. 

## Descripción
La inscripción consta de texto rúnico inscrito en dos serpientes entrecruzadas que forman óvalo alrededor de una cruz cristiana. Su decoración es un claro ejemplo del estilo Ringerike, que puede catalogarse dentro de los estilos decorativos de piedras dentro del estilo Pr1. El monumento fue erigido por dos mujeres llamadas Gyrið y Guðlaug en memoria del amo de la hacienda que se llamaba Andsvarr y en memoria de su padre, cuyo nombre se graba como unif. Estas runas se interpretan como la palabra Ónæm, el acusativo de Ónæmr, un nombre que significa «aprendiz lento». Un hombre con tan raro nombre, Ónæmr, también se menciona en una de las dos piedras cercanas U 112 y U 336, por lo que se supone que las tres están dedicadas a la misma persona.
Las otras piedras hablan sobre la familia de las dos mujeres, su padre y el maestro grabador que las hizo. El grabador, Ulf de Borresta declara en la piedra U 336 que era un sobrino por la rama paterna de Ónæmr y por lo tanto era primo hermano de Gyrið y Guðlaug. Ulf además de por grabador fue un guerrero destacado de su época, en la piedra U 344 se afirma que recibió tres pagos de danegelds procedentes de Inglaterra. El primero junto a Skagul Toste en 991, el segundo junto a Thorkell el Alto en 1012 y el último con Canuto el Grande en 1018.
La piedra U 112 dice que Ragnvaldr, otro sobrino de Ónæmr, fue comandante de la Guardia Varega en Constantinopla. Ragnvaldr encargó la piedra U 112 para que perdurara su memoria y la de su madre, la hermana Ónæmr.
La hija de Ónæmr, parece ser la madre de Holmi, el hombre que se conmemora en la piedra U 133 y que cayó en Italia. Probablemente Holmi murió durante una batalla como miembro de la guardia varega en el sur de Italia.
La piedra también se dedica Andsvarr (un alomorfo de Özurr y Assur), y posiblemente fue el mismo hombre que se menciona como huscarle en la piedra U 330; además a Gyríðr también se la menciona en las piedras U 100 y U 226.
El texto rúnico termina con el imperativo Rað þessi!, que se traduce como «¡Interpreta esto!» Hay otras piedras que tiene exclamaciones imperativas similares en su texto rúnico como la U 29 en Hillersjö y Sö 158 en Österberga.

## Inscripción

### Transliteración latina
kuriþ * uk * kuþluk * þaR * litu * risa * stin * þina iftiR unif * faþur * sin * uk * iftiR * onsur * bunta * sin * raþ| |þisi

### Transcripción al nórdico antiguo
Gyrið ok Guðlaug þaR letu ræisa stæin þenna æftiR Onæm(?), faður sinn, ok æftiR Ansur, bonda sinn. Rað þessi!

### Traducción al español
Gyríðr y Guðlaug, hicieron erigir esta piedra en memoria de Ónæmr(?), su padre y en memoria de Andsvarr, su marido. ¡Interpreta esto!